# Just So You Know (Canción de American Head Charge)
"Just So You Know" es el primer sencillo del álbum The War of Art (álbum)|The War Of Art]] de la banda de metal alternativo American Head Charge. El sencillo contiene remezclas de «Just So You Know», y un demo inédito «Real Life» El disco contiene el videoclip de «Just So You Know», clips de audio de «The War Of Art», Una carta de Chad Hanks y un póster de la banda. Esta fue la última participación de Wayne Kile en la guitarra, quién fue reemplazado por Bryan Ottoson, el cual aparece en el videoclip. Uno de las remezclas fue hecha por Shawn "Clown" Crahan.

## Lista de canciones
| Número de pista | Canción                                         | Compositor (s)       | Duración |
| 1.              | «Just So You Know» (Short Attention Span Mix)   | Heacock, Hanks, Kile | 3:53     |
| 2.              | «Just So You Know» (Clown No.6 (Slipknot) Mix)  | Heacock, Hanks, Kile | 11:56    |
| 3.              | «Just So You Know» (Wired All Wrong Remix)      | Heacock, Hanks, Kile | 5:43     |
| 4.              | «Just So You Know» (Wired All Wrong edit Remix) | Heacock, Hanks, Kile | 5:33     |
| 5.              | «Just So You Know» (versión del álbum)          | Heacock, Hanks, Kile | 5:10     |
| 6.              | «Real Life» (Demo)                              | Heacock, Kile        | 3:48     |
| 7.              | «Just So You Know» (vídeoclip)                  | Heacock, Hanks, Kile | 3:53     |

## Personal
Martin Cock – vocals
Chad Hanks – bajos, guitarra, programación
Justin Fowler – teclados, muestreo
David Rogers – guitarra
Wayne Kile – guitarra, vocales
Aaron Zilch – teclados, electrónica
Chris Emery – batería
Bryan Ottoson– guitarra (en el videoclip de «Just So You Know»)

## Créditos
Rick Rubin – productor
Billy Bowers – editor
Lindsay Chase – coordinador de proyecto
Rico Costey – remix, mezcla
Greg Fidelman – Ingeniero
Dean Karr – fotografía
Steve Mixdorf – ingeniero
Marc Moreau – editor
Jeremy Parker – Asistente de ingeniero
Gary Richards – director
Eddy Schreyer – mezcla
Justin Smith – mezcla, ayudante de remix.
Clown – remix
- Datos: Q6316368